# Paulus Bor

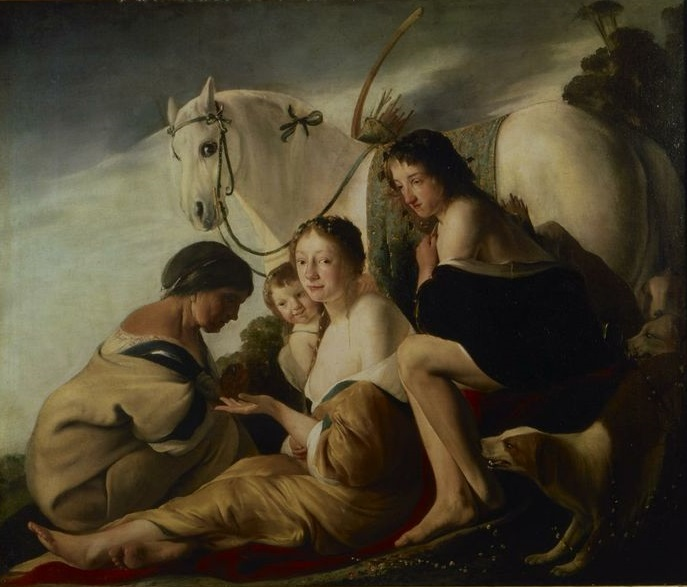
Representació de 'La jove pagana espanyola, signat i datat P. Bor 1641, oli sobre llenç, 123,8 x 147,5 cm, Utrecht, Centraal Museum.

Paulus Bor (Amersfoort, c. 1601–1669) va ser un pintor barroc neerlandès, vinculat als corrents caravaggistes de l'escola d'Utrecht.

## Biografia
Descendent, pel que sembla, d'una família il·lustre, no se sap res de la seva vida fins a 1623, quan se'l documenta a Roma entre els fundadors del grup dels Bentvueghels, l'agrupació de pintors nòrdics actius a Roma, on se li coneixia pel pseudònim d'Orlando. El 1626 es trobava de tornada a Amersfoort, inscrit en la Germanor de Sant Lluc, reconeguda com a gremi el 1630. A proposta de Jacob van Campen va participar el 1638 en la decoració del palau Honselaersdijk. El 1656 va ser nomenat regent de l'hospital de pobres d'Armin de Poth, una institució catòlica a la qual el mateix any va regalar dos bodegons de grans dimensions.
Paulus Bor va ser pintor d'al·legories i pintura d'història, religiosa i mitològica, encara que també se li coneixen alguns retrats i bodegons. Entre les seves obres conservades, en poca quantitat, poden destacar-se dues obres conservades al Centraal Museum d'Utrecht: Jesús en el temple entre els doctors, de caràcter tenebrista, amb els doctors del temple de Jerusalem representats rudement, i Representació de 'La jove pagana espanyola', il·lustració d'un relat de Jacob Cats incorporat a la tercera part del seu Proef-stecn van der Trou-ringh, adaptació al seu torn de La gitanilla de Miguel de Cervantes.